# Adamovo žebro (film, 1949)
Adamovo žebro je americké romantické komediální drama z roku 1949, které režíroval George Cukor. Hlavní role ztvárnili Spencer Tracy a Katharine Hepburnová.

## Příběh
Doris Attingerová (Judy Hollidayová) sleduje po Manhattanu svého manžela Warrena (Tom Evell), kterého podezřívá z nevěry. Její obavy se potvrdí a jakmile se dostane k bytu k jeho milenky kam zrovna zašel, vytáhne revolver, vystřelí zámek od dveří a pokusí se svého manžela zastřelit. Jelikož se však bojí z revolveru střílet, postřelí ho jen naslepo do ramene a jeho milenku vůbec nezasáhne.
Na druhý den ráno se o incidentu dozvědí manželé Bonnerovi, kteří jsou oba právníci. Adam (Spencer Tracy) pracuje pro okresní státní zastupitelství a Amanda (Katharine Hepburnová) je právničkou na volné noze. Ačkoliv Adama případ nijak zvlášť nezajímá a považuje ho za tuctový pokus o vraždu, Amanda věří, že by Doris neměla být za pokus o vraždu kvůli nevěře obviněna a případu se s radostí chytne. Jakmile přijde Adam do práce, dozví se, že byl tímto případem pověřen také, aby zastupoval Warrena.
Amanda se při soudním procesu snaží prosadit své přesvědčení, že muži a ženy si musejí být rovni a Doris vypoví, že svého manžela nechtěla zastřelit, ale pouze vystrašit. Adam si však myslí, že Amanda pouze pohrdá zákonem, protože pokus o vraždu je jednoduše trestný čin a Doris by za něj měla být náležitě potrestána. Soudní proces je však také velkou zkouškou pro jejich manželství, které se jim snaží rozvrátit i Amandin přítel Kip Lurie (David Wayne). Den před vynesením rozsudku se opět pohádají a Adam si sbalí kufry a od Amandy odejde.
Soudní proces nakonec vyhraje Amanda a Doris je zproštěna viny. Zklamaný Adam téhož večera také uvidí Amandu oknem, jak si užívá s Kipem v jeho bytě a udělá to samé, co Doris. Do jejich bytu vtrhne s revolverem a začne oběma vyhrožovat, že je zastřelí. Amanda po něm však začne křičet, že nemá právo to udělat, což je přesně to, co se jí u soudu podařilo vyvrátit. Adam, který konečně dokázal že měl pravdu, obrátí revolver proti sobě. Amanda začne zoufale křičet, ale Adam, který si strčí revolver až do pusy, z něho ukousne kus hlavně a sní ho. Oba milenci rychle pochopí, že revolver byl z lékořice a opět začne mezi všemi velká hádka.
Na druhý den se Amanda s Adamem sejdou u daňového účetního kvůli majetkovému vyrovnání. Během toho však začnou oba vzpomínat na své šťastné manželství i svou farmu, na které si užili spoustu zábavy. Adama tyto vzpomínky dojmou natolik, že se potichu rozpláče, což Amandu dojme ještě více hned na to spolu odejdou. Ještě téhož dne přijedou na svou farmu, usmíří se a jejich manželství je tím pádem zachráněno.

## Obsazení
| Spencer Tracy        | Adam Bonner        |
| Katharine Hepburnová | Amanda Bonnerová   |
| Judy Hollidayová     | Doris Attingerová  |
| Tom Ewell            | Warren Attinger    |
| David Wayne          | Kip Lurie          |
| Jean Hagenová        | Beryl Caighnová    |
| Hope Emersonová      | Olympia La Pereová |

## Přijetí
Snímek se stal šestým filmem, kde si spolu oblíbený filmový pár zahrál a oba za své výkony sklidili spoustu kladných recenzí. Scenáristé Garson Kanin a Ruth Gordonová získali dokonce nominaci na Oscara za nejlepší původní scénář a začínající herečka Judy Hollidayová byla nominována na Zlatý glóbus pro nejlepší herečku ve vedlejší roli.